# 八幡平市
八幡平市（日语：／ Hachimantai shi */?）是位於日本岩手縣西北部的城市。南部坐落著縣內最高峰岩手山，當地人口集中在東南部的西根地區。八幡平市在江戶時代為鹿角街道的宿場町，現今則是東北自動車道和八戶自動車道分岔的重要交通樞紐。當地也以安比高原、安比高原滑雪場等景點而聞名。

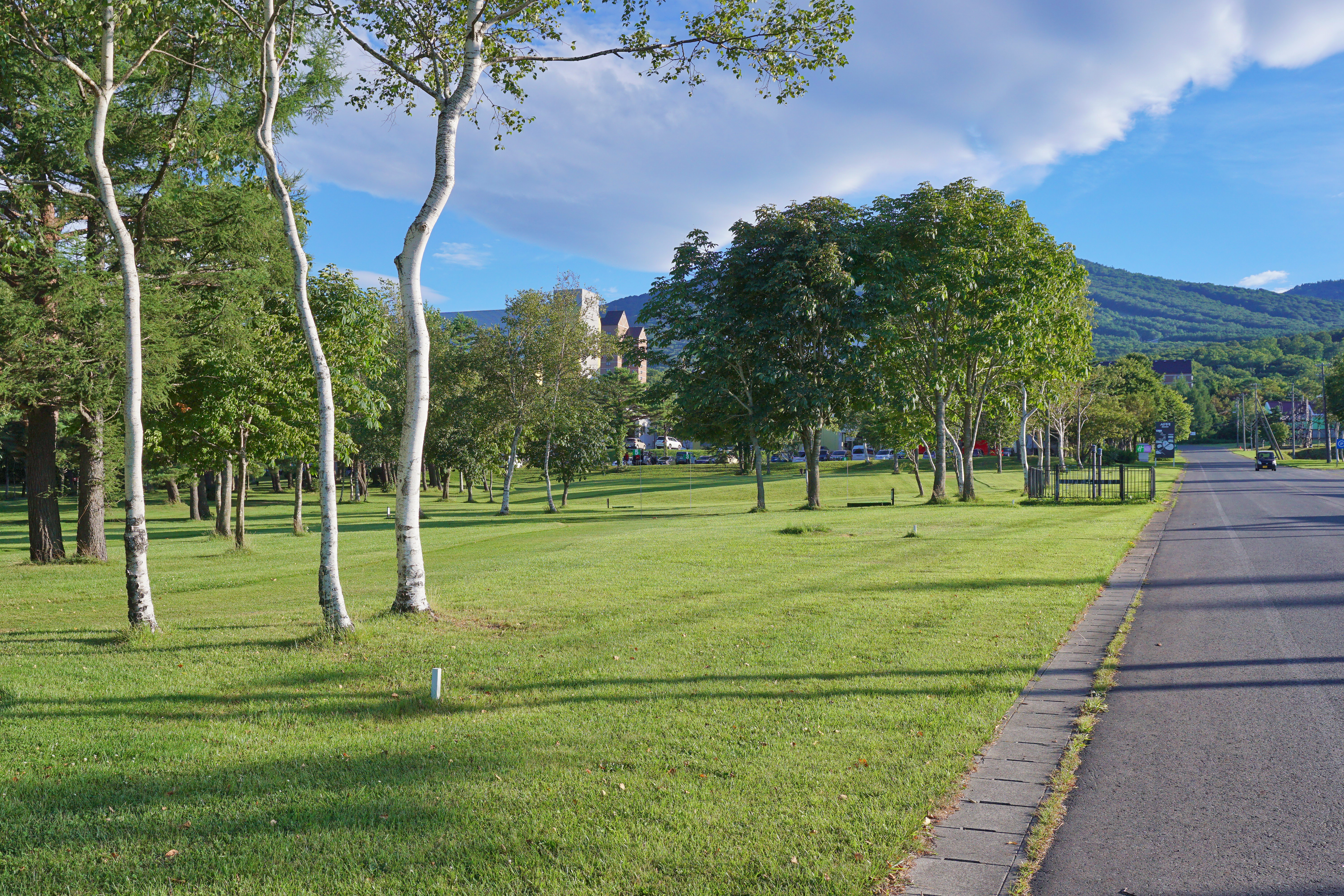
夏季的安比高原

## 地理
八幡平市境內約77%的面積被森林覆蓋。南部坐落著海拔2038公尺的岩手山，為岩手縣内最高峰；西部坐落著以海拔1613公尺的八幡平為主的奧羽山脈。前森山、七時雨山、田代山等山岳則橫貫中央地帶。而西部地區的八幡平溫泉鄉則位於十和田八幡平國立公園的範圍內。東南部為由北上川水系的松川、赤川、涼川、長川等河匯流形成的盆地，馬淵川的最大支流安比川從中部流經東北部地區，並在東北邊注入太平洋。米代川則流經西北部並往西注入日本海。

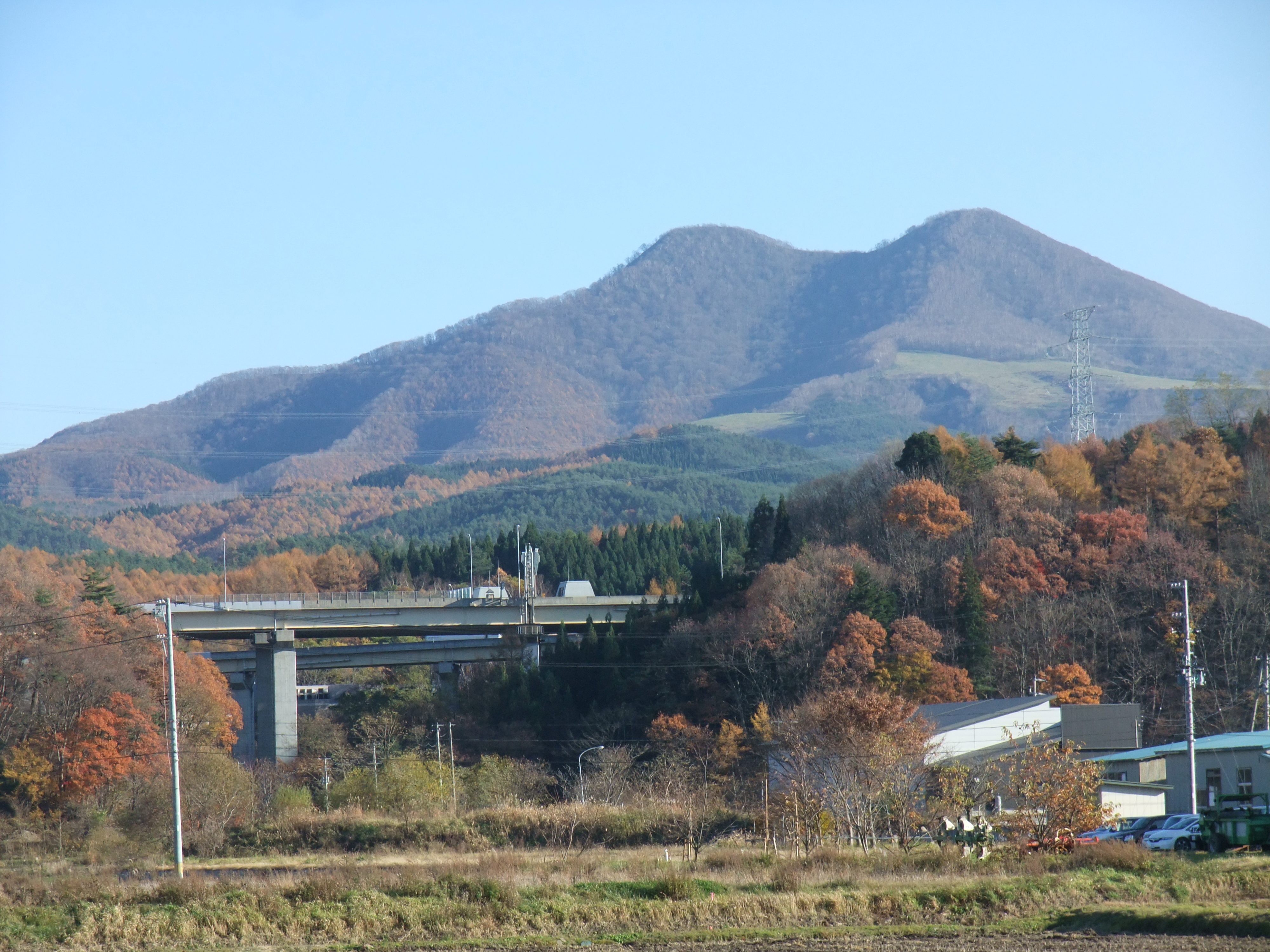
七時雨山

### 氣候
由於八幡平市的地形分為東南部的盆地與北部的山區地帶，因此氣候具有明顯的差異。根據統計，2014年東南部的岩手松尾地區的年均溫為9.2℃，年降雨量為988.5毫米；位於山區地帶的荒屋地區年均溫為8.9℃，年降雨量則為1347毫米。西北部地區和山間地帶在冬季的降雪量較多。

## 歷史

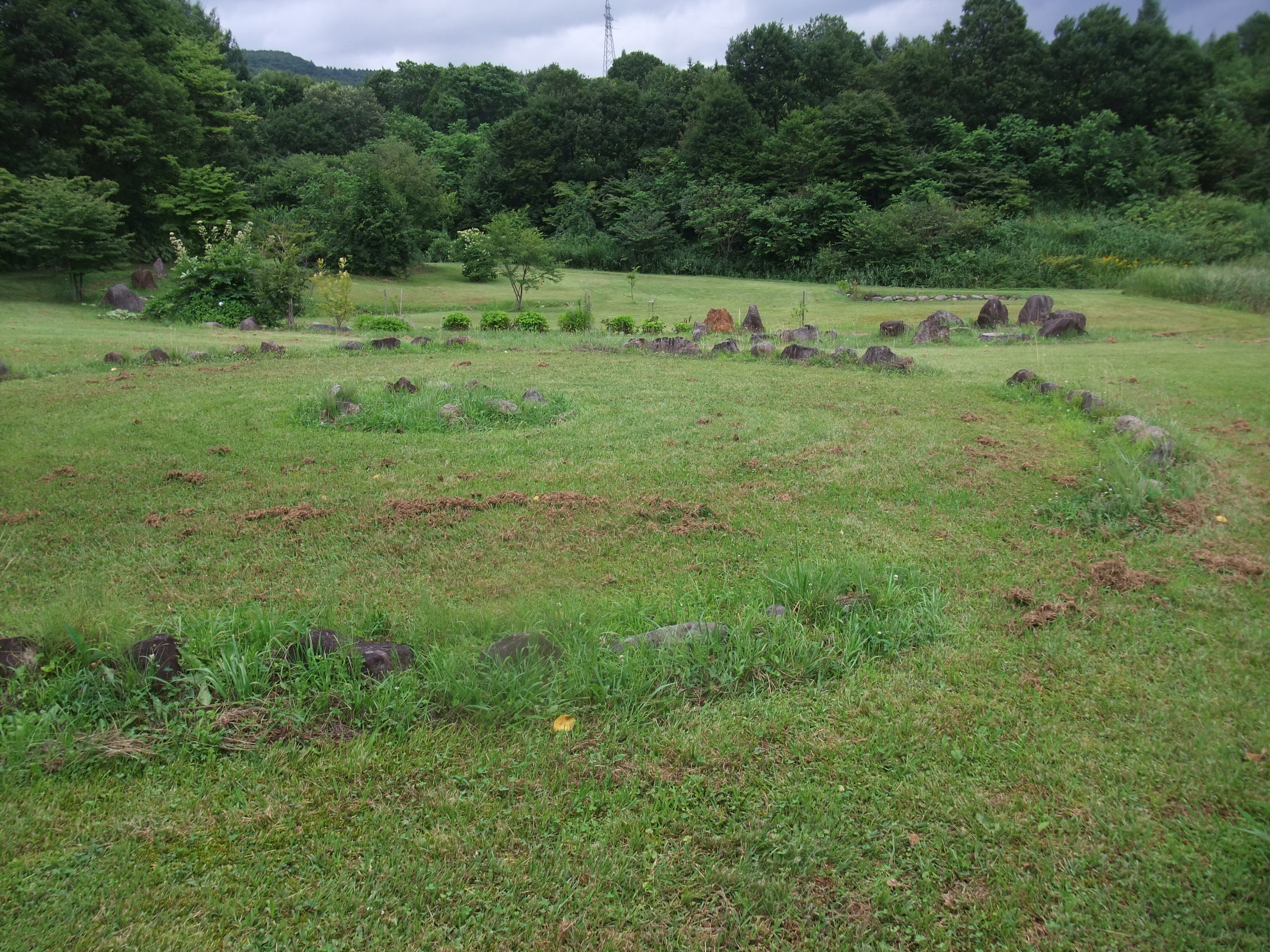
釜石環狀石陣

八幡平市自繩紋時代便有人類居住。由於轄區地處圓筒式土器與大木式土器2個文化的交界地帶，因此在市內的遺址中發掘出融合上述兩種文化的土器文物。而位於松尾地區的釜石環狀石陣則是當地少數保存完整的繩紋時代遺址。江戶時代，八幡平地區為連接盛岡城至青森縣的鹿角街道沿途的宿場町。
明治22年（1889年），松尾村、野駄村與寄木村合併成松尾村，同年淺澤村與荒屋村合併成荒澤村。昭和31年（1956年）9月30日，大更村、田頭村、平館村與寺田村合併成西根村。同日荒澤村與田山村合併成安代町。昭和36年（1961年）11月1日，西根村改制成西根町。平成17年（2005年）9月1日，西根町、松尾村與安代町合併成現今的八幡平市。
2011年3月11日的東日本大震災在八幡平市引發震度5強的地震，並造成當地出現山崩。

## 行政
現任市長佐佐木孝弘於2021年9月在選舉中當選，其任期將持續至2025年10月。

## 經濟
根據日本2015年的國勢調查統計，八幡平市的就業人口中有23.3%從事第一級產業，25.2%的就業人口從事第二級產業，其餘的51.4%則從事第三級產業。當地的農業以生產稻米、蔬菜、花卉、畜產等農產品為主。八幡平市也相當盛行觀光業，近年來住宿業的需求正逐漸擴大。市內的安比高原滑雪場於1981年開幕，是日本屈指可數的滑雪場之一，全盛時期每年吸引170萬名遊客到訪。而當地的知名景點也包括位於十和田八幡平國立公園的八幡平溫泉鄉等地。

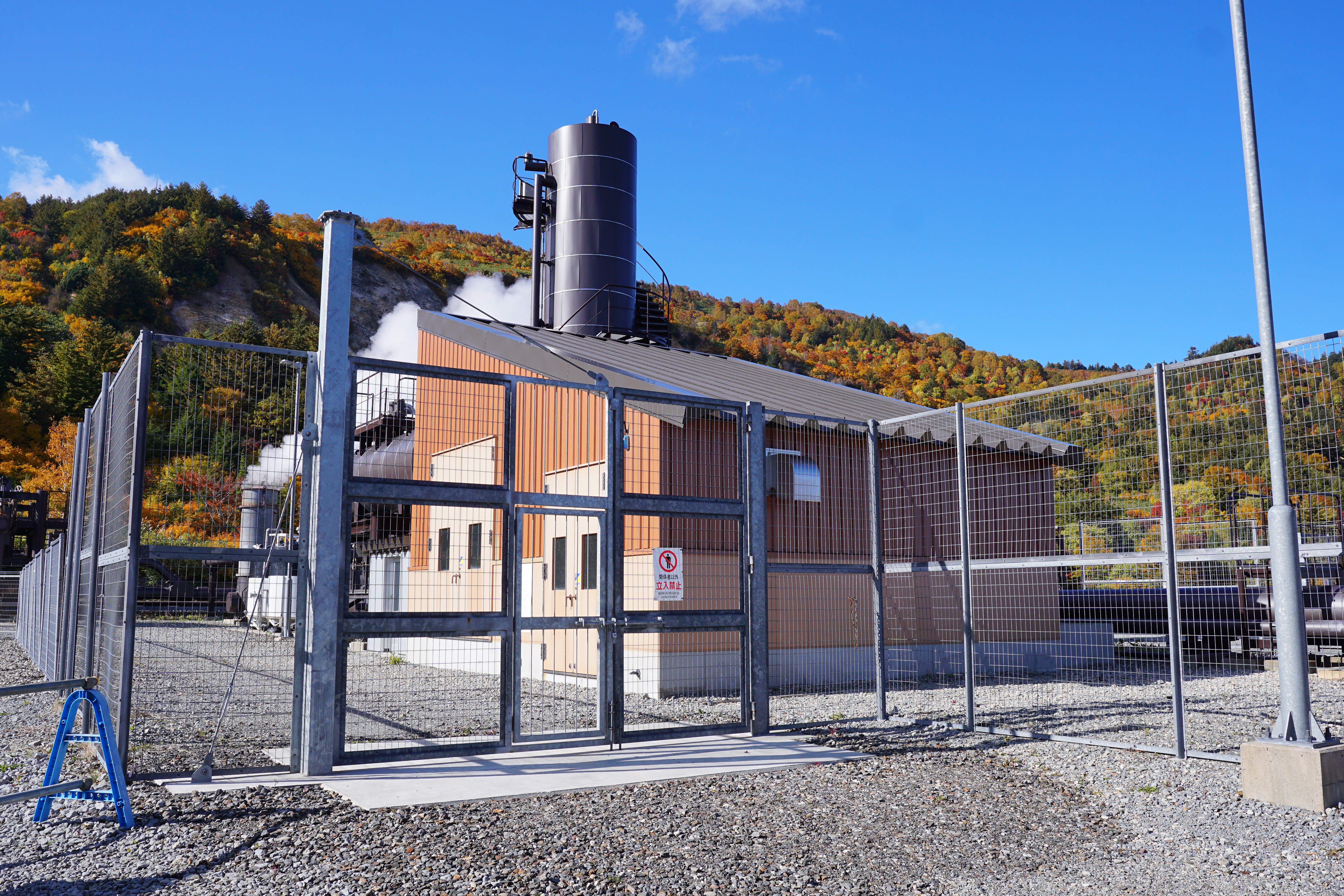
松尾八幡平地熱發電廠

因八幡平市擁有相當豐富的地熱資源，因此能源產業在當地也相當發達。市內設有許多地熱發電廠，如日本第1座商業用地熱發電廠 - 松川地熱發電廠，以及2019年1月開始運轉的松尾八幡平地熱發電廠等發電廠。

## 教育
八幡平市内共有10所小學校、4所中學校與1所高等學校（岩手縣立平館高等學校）。根據2023年5月的統計，市內的小學校共有886名學生，中學校共有451名學生，高等學校則共有92名學生。

## 交通
國道282號、東北自動車道與八戶自動車道皆通過八幡平市，其中安代系統交流道為上述2條自動車道的交會處，東北自動車道在市內設置西根交流道、松尾八幡平交流道與安代交流道，並預計於2029年在安比高原附近設立八幡平智慧型交流道。東日本旅客鐵道的花輪線通過市內，並設置大更站、北森站、安比高原站、荒屋新町站、田山站、兄畑站等共12座車站。

## 姐妹城市
八幡平市與以下日本城市為友好姐妹城市:
| 城市   | 都縣   | 締結日期   |
| ------ | ------ | ---------- |
| 宮古市 | 岩手縣 | 2006年11月 |
| 名護市 | 沖繩縣 | 2007年1月  |